# Rosa e Coroa (Isleworth)

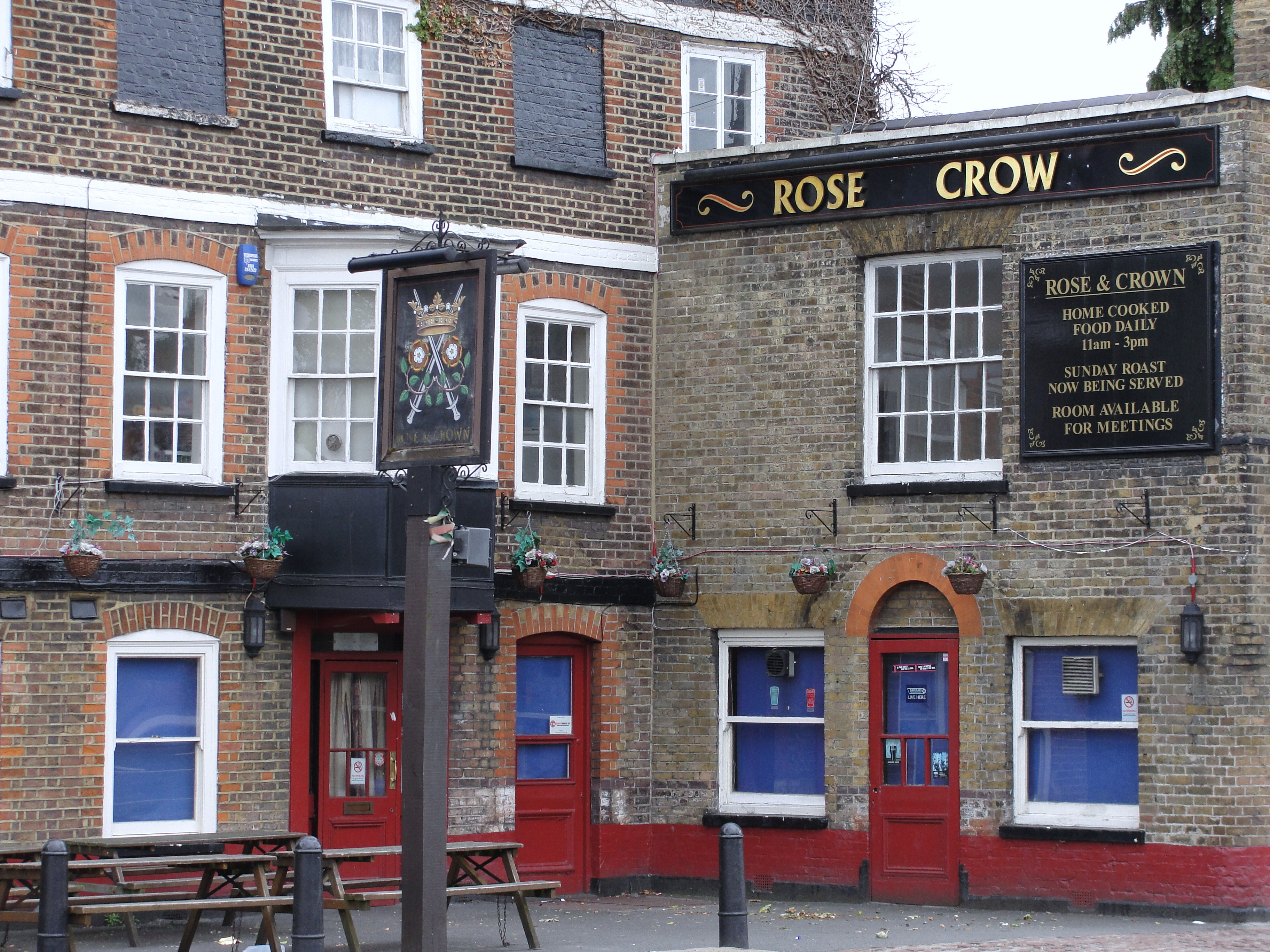
Rosa e coroa

O Rose and Crown (em português: Rosa e Coroa) é um pub listado com o Grau II no London Road, Isleworth, em Londres.
 

Foi construído no século XVIII, com acréscimos do século XIX.